# Kontrola translacji
Kontrola translacji białek – jeden z mechanizmów regulacji ekspresji genów, który odbywa się na poziomie syntezy białek po zakończeniu transkrypcji i obróbki post-transkrypcyjnej matrycowego RNA, przed obróbką post-translacyjną białek. Poziom białka w komórce zwykle nie koreluje z ilością odpowiadającego mu matrycowego transkryptu, co zwykle objawia się zwiększeniem (kontrola pozytywna) lub zmniejszeniem (kontrola negatywna) liczby kopii białka przypadających na jedną kopię mRNA. Przyczyną obserwowanego efektu zmiany wydajności syntezy białek jest wymieniona powyżej kontrola translacji, która obok innych mechanizmów regulacji ekspresji genów takich jak:

a) metylacja wysp CpG promotorów genów,

b) kondensacja chromatyny (zależna od acetylacji, metylacji, fosforylacji, rybozylacji i ubikwitynacji histonów),

c) kontrola transkrypcji,

d) kontrola dojrzewania RNA (składania transkryptu pierwotnego),

e) modyfikacje post-transkrypcyjne sekwencji mRNA,

f) kontrola transportu RNA z jądra do cytoplazmy,

g) kontrola stabilności i aktywności białka (modyfikacje post-translacyjne tj. glikozylacja, fosforylacja, ubikwitynacja), decyduje o końcowej ilości białka w komórce.

## Wprowadzenie
Kontrola translacji stanowi jeden z końcowych etapów ekspresji genów, odgrywających szczególną rolę w cyklu komórkowym, wymagającym szybkich zmian wydajności syntezy białek. Poznanie mechanizmów kontroli translacji ma szczególne znaczenie w wyjaśnieniu procesów nowotworowych, charakteryzujących się zaburzeniami cyklu komórkowego. W wielu przykładach wykazano, że komórki potrafią bardzo szybko reagować na sygnały z otaczającego środowiska, wpływając na zmianę wydajności translacji specyficznych (wybranych) cząsteczek mRNA, w tym zwłaszcza takich, które biorą udział w proliferacji, różnicowaniu i śmierci komórek. Stąd, czynniki biorące udział w kontroli translacji stają się obiecującym miejscem działania nowych terapeutyków, w tym przeciw-nowotworowych, które mogłyby selektywnie obniżać syntezę niepożądanych białek np. onkogenów i zwiększać wydajność translacji białek pożądanych takich jak supresory.
Translacja jest procesem syntezy białek przebiegającym na matrycy informacyjnego RNA (mRNA), zawierającym zwykle trzy główne obszary: nieulegający translacji region 5’ (5’UTR), sekwencję kodującą (CDS) oraz nieulegający translacji region 3’ (ang.: 3’ UnTranslated Region – 3’UTR). Większość cząsteczek RNA ulega translacji inicjowanej w sposób zależny od czapeczki. Alternatywny mechanizm inicjacji translacji niezależnie od 5’-m7G (zależny od IRES) włączany jest w pewnych fazach cyklu komórkowego takich jak mitoza i stan zintegrowanej odpowiedzi komórkowej na stres (ISR) wywołany szokiem cieplnym, infekcją wirusową, niedoborem surowicy lub aminokwasów jak również niedotlenieniem, obserwowanym także w guzach litych.

## Czynniki kontroli translacji
Czynniki, zmieniające wydajność syntezy białek:

### 1.Elementy cis
Sekwencje, występujące zwykle w regionie regulatorowym UTR mRNA
1.A. Elementy cis występujące w regionie 5'UTR
- Sekwencja liderowa, której właściwości wynikają z I-, II- i III-rzędowej struktury RNA
- Eukariotyczne miejsce wiązania rybosomu
- sekwencję Shine Dalgarno – prokariotyczne miejsce wiązania rybosomu
- Miejsce inicjacji translacji (kodon AUG, sekwencje flankujące)
- wewnętrzne miejsce wiązania rybosomu (ang.: Internal Ribosome Entry Sites, IRES), umożliwiające translację niezależną od czapeczki 7mG
- Element odpowiadający na żelazo, (ang.: Iron Responsive Elements, IRE)
- Sekwencje rozpoznawane przez białka regulatorowe, wpływające na stabilność mRNA i translację

1.B. Elementy cis występujące w sekwencji kodującej
1.C. Elementy cis występujące w regionie 3'UTR
- Sekwencje inercyjne Sec lub elementy SECIS o charakterze stem-loop, umożliwiające włączenie selenocysteiny (zmianę pierwszorzędowej struktury białka)
- Sekwencje AURE bogate w adeninę i uracyl (wywierające wpływ na stabilność mRNA oraz na częstość inicjacji translacji)
- Sekwencje będące sygnałem do poliadenylacji: AAUAAA (zabezpieczające RNA przed szybką degradacją, zwiększające wydajność translacji)
- Sygnały lokalizacji komórkowej (sekwencje wpływające na lokalizację mRNA w komórce)
- Sekwencje wiążące cząsteczki regulatorowe miRNA (hamujące inicjację i wydajność translacji)

### 2.Czynniki trans
Cząsteczki autonomiczne (białka, oligonukleotydy, metabolity), niezależne od sekwencji mRNA, wiązane często przez elementy cis,
1.A. Białkowe czynniki trans
- białkowe czynniki inicjacji translacji (np. eukariotyczne: eIF4A, eIF4B eIF4E, eIF4F, eIF4G)
- białkowe czynniki elongacji translacji
- białkowe czynniki terminacji translacji
- białka wpływające na stabilność mRNA

1.B. Oligonukleotydowe czynniki trans
- naturalne, komórkowe cząsteczki miRNA
- naturalne, komórkowe cząsteczki snRNA
- naturalne, komórkowe cząsteczki piRNA
- syntetyczne cząsteczki siRNA,
- syntetyczne cząsteczki ASO (antysensów)

1.C. Niskocząsteczkowe (metabolitowe) czynniki trans
- Glukoza

1.D. Jonowe czynniki trans
- Żelazo wiązane do sekwencji IRE
- Selen wiązany do sekwencji SECIS

Na wydajność syntezy białek ma wpływ:

a) szybkość syntezy,

b) dostępność rybosomów,

c) zależna od fosforylacji aktywność białek zaangażowanych w proces translacji,

d) poziom mRNA, określany szybkością transkrypcji i degradacji transkryptu w cytoplazmie.
Wynika stąd, że brak liniowej korelacji między mRNA i białkiem w komórce wynikać może zarówno z dostępności poszczególnych składowych maszynerii translacyjnej, jak również z mnogości różnych wzmacniających lub osłabiających wpływów sekwencji cis lub czynników trans w trakcie kontroli translacji. Jednocześnie, wspomniana mnogość różnych czynników kontroli translacji umożliwia skuteczną koordynację powiązanych ze sobą szlaków sygnałowych komórki, której homeostaza wymaga zdolności do szybkiej odpowiedzi na zmieniające się warunki otaczającego mikro-środowiska.